# 1559 en science
| Années de la science : 1556 - 1557 - 1558 - 1559 - 1560 - 1561 - 1562    |
| Décennies de la science : 1520 - 1530 - 1540 - 1550 - 1560 - 1570 - 1580 |

Cet article présente les faits marquants de l'année 1559 en science.

## Événements
- Conrad Gesner décrit une tulipe pour la première fois en Europe[1].

## Publications
- Jacques Besson : De absoluta ratione extrahendi olea et aquas e medicamentis simplicibus, Zurich ;
- Realdo Colombo : De Re Anatomica.

## Naissances
- 29 août : Sturmius (mort vers 1650), professeur de mathématiques, médecin et poète belge.

- Charles du Lys (mort en 1632), mathématicien français et conseiller du roi Henri IV.

## Décès

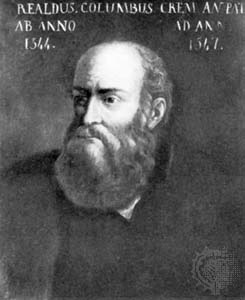
Realdo Colombo

- 30 mars : Adam Ries (né en 1492), mathématicien allemand.

- Realdo Colombo (né en 1510), médecin et chirurgien italien .
- Juan Ladrillero (né en 1505), explorateur et navigateur espagnol (ou 1582).
- Andrés Laguna de Segovia (né en 1499), médecin espagnol.
- Vers 1559 :
  - Álvar Núñez Cabeza de Vaca (né en 1507), explorateur espagnol.
  - Leonard Digges (né vers 1515), mathématicien et géomètre britannique.